# Ексидія залізиста
Ексидія залозиста (Exidia glandulosa) — вид грибів роду ексидія (Exidia). Сучасну біномінальну назву надано у 1822 році.

## Назва
В англійській мові має назву «чорне відьмацьке масло» (англ. black witches butter).

## Будова
Нерівне плодове тіло може бути подібне до пластини чи подушки. Зростається у великі групи, утворюючи суцільну масу до 25 см. Колір гриба варіюється від сірого до чорного. Поверхня блискуча, покручена, поцяткована залозами.
М'якуш драглистий у мокру погоду і зменшується та вкривається твердою коринкою у суху.

## Життєвий цикл
Трапляється цілий рік. Гриб важко помітити на деревині, коли він сухий.

## Поширення та середовище існування
Росте групами на відмерлих стовбурах, опалих гілках широколистяних дерев (дуб).

## Практичне використання
Є відомості, що цей гриб їстівний.

## Галерея

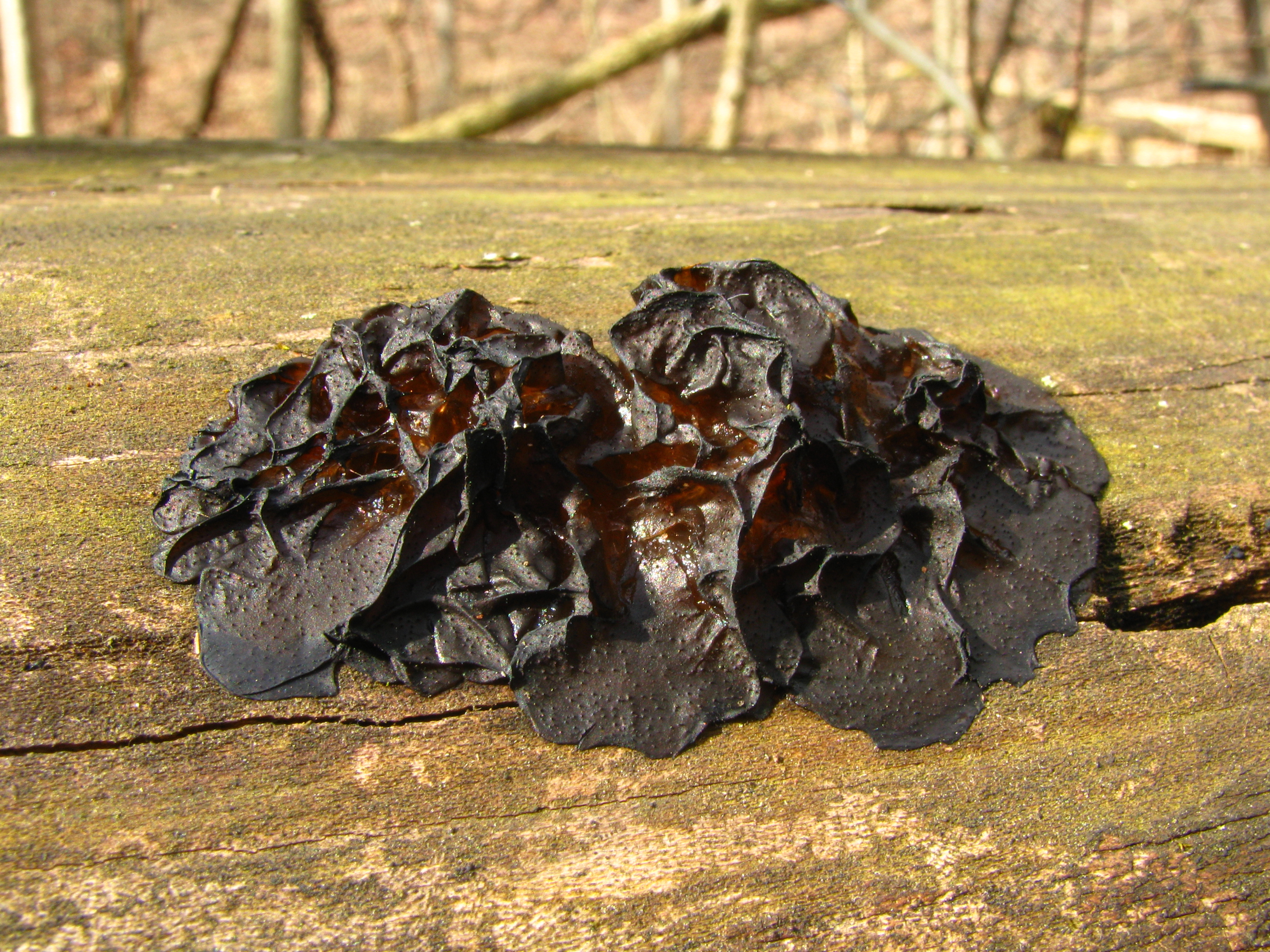
Висохлий гриб
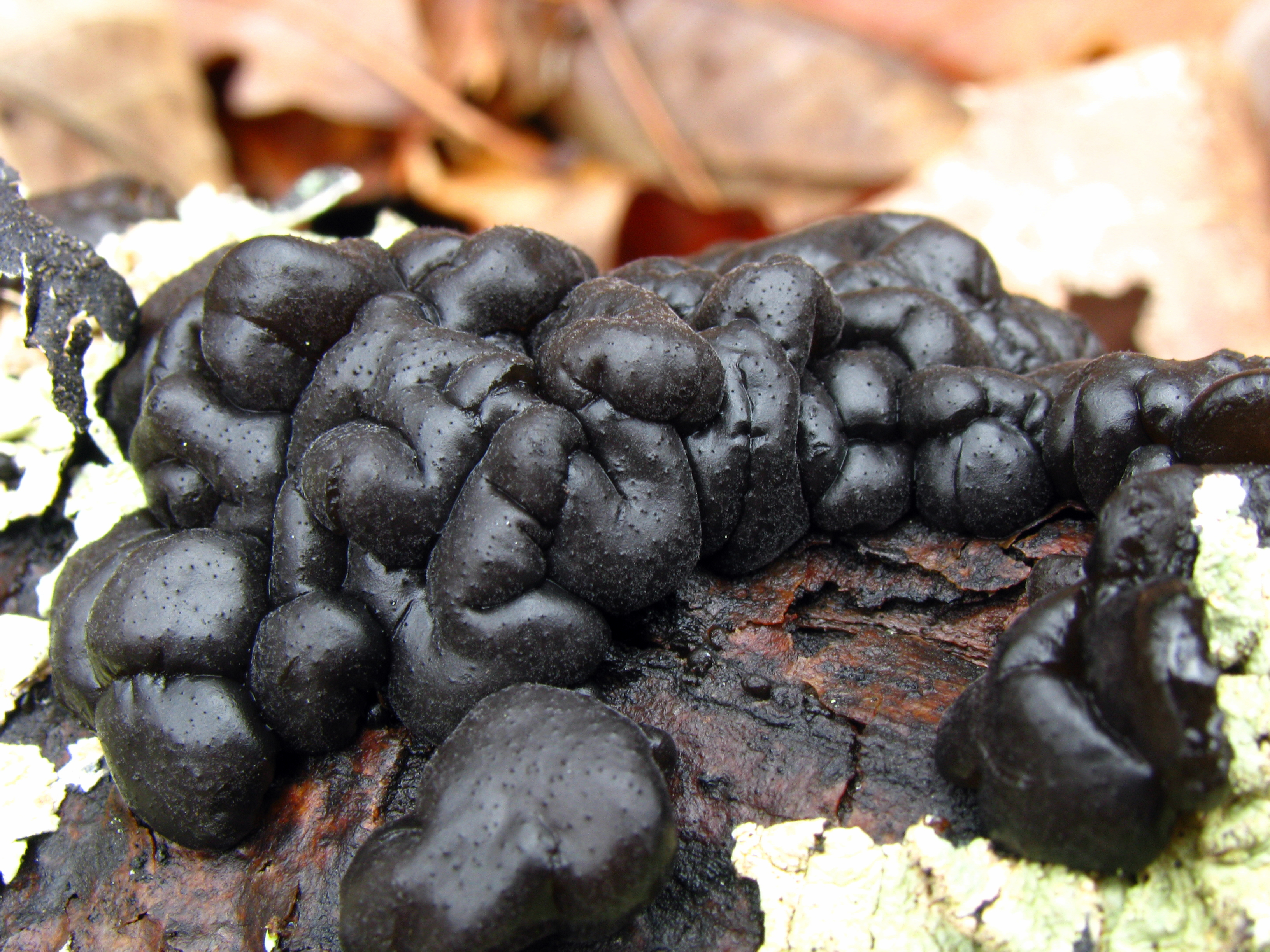
На поверхні гриба помітні цятки
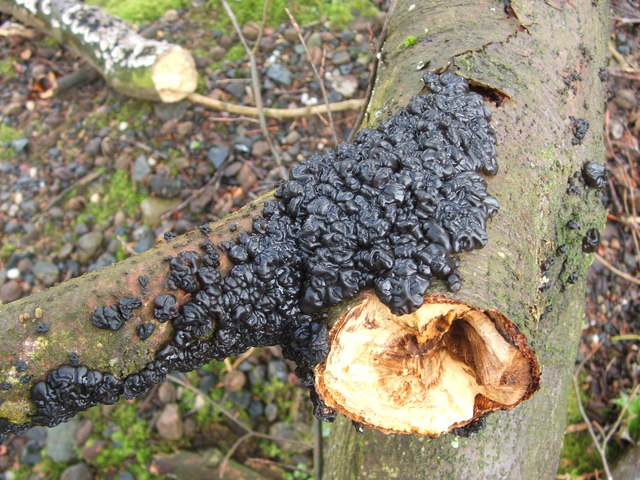
Велика група